# Jakobove poti v Santiago de Compostela v Franciji
UNESCO je decembra 1998 razglasil Jakobove poti v Santiago de Compostela v Franciji za svetovno dediščino. Poti potekajo skozi naslednje francoske regije: Nova Akvitanija, Auvergne, Spodnja Normandija, Burgundija, Centre, Šampanja - Ardeni, Ile-de-France , Languedoc - Roussillon, Limousin, Midi-Pyrénées, Pikardija, Poitou-Charentes in Provansa - Alpe - Côte d'Azur. UNESCO navaja vlogo poti pri »verski in kulturni izmenjavi«, razvoju »posebnih zgradb« ob poteh in njihovem »izjemnem pričevanju o moči in vplivu krščanske vere med ljudmi vseh slojev in držav v Evropi v srednjem Starosti".
UNESCO je določil 71 struktur vzdolž poti in sedmih odsekov Chemin du Puy. Strukture so večinoma spomeniki, cerkve ali bolnišnice, ki so nudile storitve romarjem, namenjenim v Santiago de Compostela v Španiji. Nekateri so sami po sebi romarski kraji. Druge strukture vključujejo stolp, most in mestna vrata.

## Poti
Območja, vključena v oznako Unesca, so:

### Auvergne - Rona - Alpe
1. Clermont-Ferrand: cerkev Notre-Dame du Port
2. Le Puy-en-Velay: Stolnica v Le Puyu
3. Le Puy-en-Velay: Hôtel-Dieu Saint-Jacques

### Burgundija - Franche-Comté
1. La Charité-sur-Loire: cerkev Sainte-Croix-Notre-Dame
2. Asquins: cerkev Saint-Jacques d'Asquins
3. Vézelay: bekdanja samostanska cerkev Sainte-Madeleine

### Centre - Val de Loire
1. Neuvy-Saint-Sépulchre: kolegijska cerkev Saint-Étienne (prej kolegialna cerkev Saint-Jacques) – Centre-Val de Loire
2. Bourges: Stolnica svetega Štefana, Bourges – Centre

### Grand Est
1. L'Épine: Bazilika Notre-Dame de l'Épine
2. Châlons-en-Champagne: Cerkev Notre-Dame-en-Vaux

### Hauts-de-France
1. Amiens: Stolnica Notre-Dame d'Amiens
2. Compiègne: župnijska cerkev Saint-Jacques
3. Douai: cerkev Saint-Jacques de Douai
4. Folleville: župnijska cerkev Saint-Jean-Baptiste

### Île-de-France
1. Pariz: Tour Saint-Jacques – Île-de-France

### Normandija
1. Mont Saint-Michel – Spodnja Normandija

### Nova Akvitanija
1. Périgueux: Stolnica sv. Fronta, Périgueux
2. Saint-Avit-Sénieur: cerkev
3. Le Buisson-de-Cadouin: nekdanji samostan
4. Bazas: nekdanja stolnica
5. Bordeaux: Bazilika sv. Severina, Bordeaux
6. Bordeaux: Bazilika sv. Mihaela, Bordeaux
7. Bordeaux: Stolnica svetega Andreja, Bordeaux
8. La Sauve: Samostan Grande-Sauve
9. La Sauve-Majeure: cerkev Saint-Pierre
10. Soulac-sur-Mer: cerkev Notre-Dame-de-la-Fin-des-Terres
11. Aire-sur-l'Adour: cerkev Sainte-Quitterie
12. Mimizan: zvonik
13. Sorde-l'Abbaye: samostan Saint-Jean
14. Saint-Sever: samostan Saint-Sever
15. Agen: Stolnica Saint-Caprais d'Agen
16. Bayonne: stolnica sv. Marije, Bayonne
17. L'Hôpital-Saint-Blaise: cerkev
18. Saint-Jean-Pied-de-Port: vrata Saint Jacques
19. Oloron-Sainte-Marie: stolnica Sainte-Marie d'Oloron
20. Saintes: cerkev Sainte-Eutrope
21. Saint-Jean-d'Angély: kraljevi samostan Saint-Jean-Baptiste
22. Melle: cerkev Saint-Hilaire
23. Aulnay: cerkev Saint-Pierre
24. Poitiers: cerkev Saint-Hilaire-le-Grand
25. Pons: nekdanji hospic Pèlerins
26. Saint-Léonard-de-Noblat: cerkev Saint-Léonard

### Okcitanija
1. Saint-Guilhem-le-Désert: nekdanji samostan de Gellone
2. Aniane/Saint-Jean-de-Fos: Pont du Diable, Hérault
3. Saint-Gilles-du-Gard: Samostan Saint-Gilles
4. Audressein: cerkev Tramesaygues
5. Saint-Lizier: nekdanja stolnica in samostan, stolnica Notre-Dame-de-la-Sède, škofijska palača, rempart
6. Conques: Cerkev samostana Saint Foy
7. Conques: most čez Dourdou v Conquesu
8. Espalion: Pont-Vieux
9. Estaing: most čez Lot
10. Saint-Chély-d'Aubrac: most imenovan "des pèlerins " čez Boralde
11. Saint-Bertrand-de-Comminges: nekdanja stolnica Saint-Bertrand-de-Comminges
12. Saint-Bertrand-de-Comminges: paleo-Christian bazilika, kapela Saint-Julien
13. Toulouse: Bazilika svetega Saturnina, Toulouse
14. Toulouse: Hôtel-Dieu Saint-Jacques
15. Valcabrère: cerkev Saint-Just
16. Auch: Stolnica svete Marije, Auch
17. Beaumont-sur-l'Osse in Larressingle: Pont d'Artigue ali Lartigue
18. La Romieu: kolegijska cerkev Saint-Pierre
19. Cahors: stolnica Cahors
20. Cahors: Pont Valentré
21. Gréalou: dolmen Pech-Laglaire
22. Figeac: hospic Saint-Jacques
23. Rocamadour: cerkev Saint-Sauveur in kripta Saint-Amadour
24. Aragnouet: hospic Plan in kapela Notre-Dame- de-l'Assomption, tudi Templjarska kapela
25. Gavarnie: župnijska cerkev
26. Jézeau: cerkev Saint-Laurent
27. Ourdis-Cotdoussan: cerkev of Cotdussan
28. Rabastens: cerkev Notre-Dame-du-Bourg
29. Moissac: Samostan sv. Petra, Moissac

### Provansa - Alpe - Azurna obala
1. Arles: cerkev Saint-Honorat